# Capheris apophysalis
Capheris apophysalis es una especie de araña del género Capheris, familia Zodariidae. Fue descrita científicamente por Lawrence en 1928.
Habita en Namibia.